# Amiga Corporation
Az Amiga Corporation (röviden: Amiga Corp., névváltozat: Amiga Incorporated, korábbi nevén: Hi-Toro) amerikai cég, alapítója Jay Miner. Kifejlesztette az Amiga számítógépek prototípusát, melyet végül a Commodore International vásárolt fel és tett sikeres termékké.

## Előzmények
Jay Glenn Miner hardvertervező mérnökként dolgozott az Atarinál az 1970-es évek végén, aki a MOS Technology mikroelektronikai technológiáinak ismeretében ún. „custom” chipeket (TIA, CTIA) tervezett, melyek aztán a sikeres 8-bites Atari 2600 mikroszámítógép alapját képezték. E projekt után Miner vadonatúj és előremutató 32-bites Motorola 68000 (M68k) alapú rendszer tervével állt elő, melyet azonban az – akkoriban a Warner Communications által tulajdonolt – Atari vezetése, élén Ray Kassarral (1928–2017) nem támogatott, mert ők csak a „jól tejelő” meglévő technológiákat kívánták minél jobban kihasználni. Miner és vele számos mérnök és programozó ekkortájt távozott az Ataritól, köztük Larry Kaplan, az Activision megalapítója is.

## Egy feltörekvő startup

### Alapítás és kezdetek
A tervek megvalósítása 1982 júniusában indult be egy kis irodában a kaliforniai Santa Claraban. A pénzügyi hátteret három tehetős floridai fogorvos biztosította. Larry Kaplan volt az alelnök, Jay Miner a műszaki-fejlesztési igazgató (CTO) és a Tonka Toys cég korábbi marketingvezetője, David Morse a vezérigazgató (CEO). A vállalkozás eredeti neve „Hi-Toro” volt, mely utalt egyfelől a „high-tech”-re, másfelől egy bika erejére. Az eredeti koncepció az volt, hogy míg Larry csapata videójátékokat fejleszt Atari 2600 és más gépek alá, addig Miner a mérnökeivel chipeket tervez cartridge-okhoz és más kiegészítőkhöz.

### Innováció, csapatépítés és névváltás

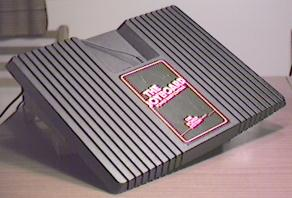
Amiga Joyboard

Kaplan hamarosan távozott, egy kecsegtető ajánlatot elfogadva az Ataritól. Morse vette át a feladatait és Jay innentől kezdhetett régi álma megvalósításához: egy erőteljes M68k-alapú – teljes értékű számítógéppé is bővíthető – játékkonzol megvalósításához. Egy 300–400 $ közötti gép építése volt a cél. A projektet Morse felesége után nevezték el „Lorraine”-nek. Még az Atariban vált szokássá, hogy a tervezés alatt lévő új chipeket barátnőkről, feleségekről nevezték el, így kívülállók nem tudták, valójában miről folyik a beszélgetés.
1983 folyamán épült fel a hardverfejlesztői csapat gerince. Jay Miner olyan személyeket keresett, akik meg akarták váltani a világot. Miner elszánt alkotásvágya, toleráns és rugalmas vezetési stílusa miatt laza légkör alakult ki, mely megalapozta az „Amiga-érzést” (ehhez a lazasághoz tartozott hozzá Miner Mitchy nevű kutyája is, aki minden nap vele volt az irodában). Az akkori mérnökcsapat: Dale Luck, Carl Sassenrath és RJ Mical programozók, Joe Decuir, Dave Needle és Ron Nicholson hardvertervező mérnökök. Decuir és Nicholson vállaltak oroszlánrészt az első custom chipek (Agnus, Denise, Paula) megtervezésében, nevük Miner mellett az összes kapcsolódó szabadalmon szerepel. A szoftveresek közül Sassenrath felelt az operációs rendszer rendszermagjáért, míg Luck foglalkozott a grafikus réteggel és Mical a GUI-val.
1983-ban aztán a befektetők kívánságára megváltoztatták a cég nevét, mivel a „Toro” egy japán fűnyírómárka nevére utalt. Több névváltozat is felmerült, köztük az „Amigo”, az „Amica”, de végül a spanyol „Amiga” névre esett a választás, mely barátnőt jelent. A cég neve ekkor lett Amiga Incorporated és fő feladata a titkos projekt megvalósítása volt, külsődleges fedőtevékenységekkel. A „fedősztori” részeként kifejlesztettek egy Atari joystickot, a „Power stick”-et, egy kazettás programtöltő cartridge-ot, a „Power Module”-t, és egy furcsa perifériát, a „Joyboard”-ot, mely a Wii Balance Boardjának korai előfutára volt. Az Atari 2600-hoz csatlakoztatható Power Module rendszerükre számos játékot terveztek kifejleszteni, de csak három valósult meg ténylegesen: Mogul Maniac, Surf's Up, Off Your Rocker.

### Guru Meditation
A Joyboard különbözik más, az 1980-as években megjelent számítástechnikai furcsaságtól, mégpedig az amigák tervezésére gyakorolt hatása miatt. RJ. Mical azt állította egy interjú során, hogy a Joyboard felelős a korai amigákon megjelenő ikonikus rendszerösszeomlás üzenet, a „Guru Meditation” létéért. A Joyboard tesztelésére egy belső használatú programot írtak „Zen Meditation” címmel, melynek lényege: az nyert, aki tovább tudott tökéletesen egyensúlyozni (koncentrálni) az eszközön. A „Guru Meditation” rendszerüzenet azt hordozza tehát magában, hogy a felhasználó egy Joyboardon ülve egyensúlyoz és meditál a problémán, annak megoldását keresve. Ez a rendszerüzenet csak az 1.x sorozatú Kickstartokban található meg, mert az AmigaOS 2.x operációs rendszerekben már egy általános hibakód váltotta fel.

### Piaci visszaesés és befektetőkeresés
1983 nehéz évnek bizonyult az amerikai videójáték-piacon. Szokás ezt az eseményt „nagy videójáték-összeomlásnak” is nevezni, mely komoly árzuhanásban nyilvánult meg. Nagy cégek is megérezték ennek negatív hatását, mint például az Atari, de az olyan kicsi startupok, mint az Amiga Corp. befektetői is elbizonytalanodtak. Nagy nehézségek árán sikerült csak őket meggyőzni a titkos projekt piacképességéről, viszont a szükséges pótlólagos pénzügyi forrást máshonnan kellett kiegészíteni. Több befektetővel is tárgyaltak, így például Steve Jobs az Apple képviseletében többször is járt a cégnél, de végül túl bonyolultnak találta a hardvert a befektetéshez.

### Atari vs. Commodore
Az Atari 1983. november 21-én megállapodást kötött az Amiga Corp.-nal a chipset használatára és „Mickey” kódnéven el is kezdte fejleszteni saját – Lorraine-n alapuló – gépét, mely Atari 1600XL, illetve 1850XLD néven látott volna napvilágot. Az Amiga Inc. 500.000 dollár kölcsönt kapott ennek keretében, azonban látszott, hogy az Atarit valójában a chipset saját gépeiben való felhasználása érdekelte és nem az Amiga Corp. által fejlesztett gép.
A Commodore háza táján eközben alapvető változások történtek. Jack Tramiel 1984. január 13-án viharos körülmények között távozott a Commodore International éléről és márciusban megalapította saját cégét „Tramel Technology Ltd.” (TTL) néven. Tramiel tárgyalt az Amiga Inc. képviselőivel is, de mivel őt csak a chipset érdekelte, a fejlesztőcég és benne a mérnökcsapat nem, ezért rossz szájízt hagyott maga után, mivel egy esetleges megállapodás a csapat nagy részének munkanélkülivé válását vetítette előre.
Áprilisban aztán Steve Ross, a Warner Communications alapítója felhívta Tramielt – aki szabadságát töltötte feleségével – azzal, hogy az összeomlás szélén álló Atari részben vagy egészében eladó. Tramiel megszakította szabadságát és tárgyalni kezdett, melynek során csak a számítógép-, illetve videójáték gyártást magában foglaló szórakoztató elektronikai részleg iránt mutatott érdeklődést. Májusban – Tramiel hívására – több magas beosztású Commodore alkalmazott is felmondott és csatlakozott a TTL-hez, köztük Shiraz Shivji. A tárgyalások júliusra vezettek eredményre és a megvásárolt Atari divízió lett az Atari Corporation.
Az új Atari agresszív tárgyalástechnikával, minden egyes újabb tárgyalási fordulón folyamatosan vitte le a részvényenkénti ajánlatot. Végül három nappal az Atari-Amiga szerződés aláírása előtt a Commodore egy sokkal nagyvonalúbb (mintegy négyszeres részvényenkénti) ajánlattal felvásárolta Tramiel orra elől az Amiga Inc.-et és visszafizette az Atari által korábban kifizetett kölcsönt. 1984. augusztus 13-án az Atari beperelte az Amigát szerződésszegésért, mely per végül csak 1987-ben ért véget megegyezéssel. Tramiel célja egyértelműen az volt, ha már ő nem kaphatja meg a chipset technológiát, akkor a Commodore se tudja érdemben használni azt, ez azonban nem sikerült.

## Commodore leányvállalatként a kész termékig

A Commodore-Amiga logója 1985-ből

A Commodore kritikus időszakban érkezett és Miner szavait idézve: „nagy változás volt mind anyagi, mind pedig emberi erőforrások tekintetében.” A 43 fő alkalmazottat számláló startupot végül 25 millió dollárért vette meg a Commodore, részben készpénzért, részben törzsrészvény-vásárlással. Jay Miner az Amiga fejlesztéséért felelős alelnök lett. A Commodore tulajdonában álló MOS Technology lett megbízva az Amiga custom chipjeinek legyártására, mely viszonylagosan alacsony költségszintet eredményezett.
A Commodore további 20 millió dollárt fektetett az Amiga kifejlesztésébe, Miner és csapat elvesztette ugyan az önállóságát, ám eleinte úgy tűnt, biztos talajon állnak. Szűkös irodájukat a Commodore áthelyezte a kaliforniai Los Gatosba. A custom chipek közül a Daphne ekkor váltott nevet Denise-re, a Portia pedig Paulára. Az eredetileg CAOS (Commodore Amiga Operating System) munkanéven futó szoftverfejlesztést a Commodore által diktált szoros határidők miatt megtámogatták az eredetileg a Cambridge-i Egyetemen TRIPOS néven kifejlesztett rendszer – MetaComCo által készített – M68k portjával, melynek elemeit átvették az Intuition kódjába. A kész gépet végül Amiga néven 1985. július 23-án mutatták be egy pazar show keretében, a New York-i Lincoln Centerben.

## Fordítás
- Ez a szócikk részben vagy egészben  az   Amiga Corporation című angol Wikipédia-szócikk fordításán alapul.  Az eredeti cikk szerkesztőit annak laptörténete sorolja fel. Ez a jelzés csupán a megfogalmazás eredetét és a szerzői jogokat jelzi, nem szolgál a cikkben szereplő információk forrásmegjelöléseként.